# Zeven Friese Zeelanden
De Zeven Friese Zeelanden is de historische benaming voor de gebieden die door de Friezen werden bewoond. Het aantal van zeven kan daarbij zowel de betekenis van  veel hebben als een precieze aanduiding van het aantal landen bedoelen. In de loop van de tijd hebben er meerdere opsommingen bestaan die tot zeven landen kwamen.

## Achtergrond van het getal zeven
De oudste verwijzing naar  zeven is waarschijnlijk een mythologische verklaring van de oorsprong van de Friezen. Volgens deze mythe zou de oerstamvader van de Friezen zeven zonen hebben gehad die allen naar een eigen gebied zouden zijn uitgevaren. Deze gebieden lagen overigens niet in het latere Friesland maar in de kuststreek tussen het huidige Hamburg en de Deense grens.

## Verschillende opsommingen
Het getal zeven komt in iedere lijst van Friese gebieden terug. Dat getal dwingt klaarblijkelijk om de opsomming aan te passen aan het getal. In de Middeleeuwen is sprake van veel meer dan zeven Friese districten, maar als ze als Zeelanden benoemd zijn, worden ze teruggebracht tot zeven. Daarbij worden overigens gebieden opgesomd die naar huidig inzicht nimmer Fries geweest zijn. 
In 1417 worden de volgende zeven gebieden genoemd als de Zeven Zeelanden:
1. West-Friesland
2. Westergo
3. Oostergo
4. Stellingwerven en Drenthe
5. de Ommelanden en de Stad Groningen
6. Oost-Friesland
7. Butjadingen

Een andere indeling uit de 15e eeuw is:
1. West-Friesland - tussen IJ en Vlie
2. Westlauwers Friesland - tussen Vlie en Lauwers
3. Oostlauwers Friesland - tussen Lauwers en Eems
4. Oost-Friesland - tussen Eems en Jade
5. Butjadingen - tussen Jade en Wezer
6. Wursten en Hadeln - tussen Wezer en Elbe
7. Dithmarschen - tussen Elbe en Eider

Drenthe, de Stellingwerven, Land Hadeln en Dithmarschen behoorden echter niet tot de Friese gewesten, maar werden in dit verband vooral genoemd vanwege hun sterke traditie van zelfbestuur. 
Geen van deze lijsten noemt de districten, herreder of harden van Noord-Friesland, die ook een grote mate van autonomie hadden binnen het Koninkrijk Denemarken en het hertogdom Sleeswijk. De bewoners van de Uthlande of kustdistricten werden wel Koningsfriezen genoemd, omdat ze direct onder het gezag van de kroon vielen en niet waren opgenomen in de gebruikelijke indeling in sysler (een soort gouwen). Ook in Noord-Friesland hanteerde men het getal zeven, bijvoorbeeld in de wetgeving van de Siebenharden, die voor de eilanden Sylt, Föhr, Nordstrand, Pellworm en een deel van het vasteland gold. De drie districten van het schiereiland Eiderstedt vormden een afzonderlijke eenheid. 

## Friese gouwen en districten

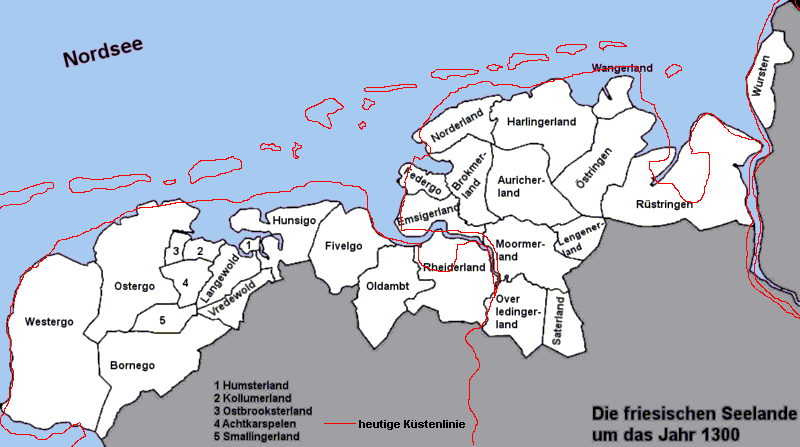
De Friese gouwen rond 1300

Los van de opsomming van Zeven Zeelanden zijn er uit de Middeleeuwen tientallen Friese gouwen bekend die grotendeels uit de Karolingse tijd dateren. Uit een handvol gouwen zijn rechtsteksten, met name bewerkingen van de 17 Keuren en 24 Landrechten bewaard gebleven. Deze gouwen staan soms onder meerdere namen bekend.
De oorspronkelijke gouwen werden later opgesplitst in kleinere eenheden of juist samengevoegd, vaak door het ontstaan van nieuwe woongebieden op het hoogveen. Ook Saterland, een van de twee gebieden in Duitsland waar nog Fries wordt gesproken dateert uit deze periode. Het viel niet onder Oost-Friesland, maar onder het prinsbisdom Münster. 
De historicus Bernard Slicher van Bath identificeerde een vijftigtal semi-autonome districten, landschappen of kustrepubliekjes die zichzelf in de late middeleeuwen als "gemeenschappen" (universitas) betitelden. Daarbij telde hij nog niet de zelfstandige districten rond de Wezer- en de Elbemonding, die door Hollandse veenkolonisten waren gesticht en de kustdistricten van Noord-Friesland.

### Nederland
In het huidige Nederland lagen de vijf tot zeven Friese gouwen (gemarkeerd met een *) en een aantal zelfstandige districten:
1. *Westflinge (West-Friesland met Geestmerambacht, Schager- en Niedorperkogge, Vier Noorder Koggen of Hoogwouderambacht, Drechterland)
2. *Westergo
3. Wildinge
4. *Zuidergo (niet op de bijgevoegde kaart)
5. *Oostergo
6. *Bornego, grotendeels samenvallend met Zevenwouden
7. Westerkwartier, gevormd in 1594 uit de landschappen *Humsterland, Vredewold en Langewold met het onderdistrict Middag
8. *Hunsingo
9. *Fivelgo (Fivelingo)
10. Oldambt
11. Reiderland (gedeeltelijk in Duitsland)

De Karolingische gouwen Walcheren, Schouwen, Maasland, Nifterlake, Rijnland, Kennemerland, Texel en Wieringen werden vanaf de 11e of 12e eeuw niet meer bij de Friese gewesten gerekend, hoewel met name het Waterland, het eiland Terschelling en vermoedelijk Texel, Vlieland en Wieringen tot in de 17e eeuw vasthield aan hun Friese taal en identiteit. Ook in Haarlem, de hoofdplaats van het Kennemerland, bewaarde men herinneringen aan de Friese voorgeschiedenis.
Of Zudergo en Bornego oorspronkelijke Karolingische gouwen waren, is niet zeker. De grens tussen de huidige provincies Friesland en Groningen was in de middeleeuwen minder scherp afgebakend dan tegenwoordig. Zo vormden de district van het Westerkwartier (Humsterland, Langewold en Vredewold) één kerkelijk decanaat met Achtkarspelen, dat oorspronkelijk misschien bij het gouw Humsterland heeft gehoord. Achtkarspelen viel - met de Ommelanden - onder het bisdom Münster, in tegenstelling tot de rest van Friesland, die bij het bisdom Utrecht hoorde. De districten Smallingerland en Kollumerland traden in de 15e eeuw als zelfstandige landschappen op, maar werden later tot Oostergo gerekend. Het zuiden van het Reiderland viiel samen met Westerwolde onder het bisdom Osnabrück, de stad Groningen met de omliggende dorpen - net als Drenthe en Overijssel - onder het bisdom Utrecht.

### Duitsland
In het huidige Duitsland lagen achtereenvolgens van zuidwest naar noordoost zes Friese gouwen (gemarkeerd met een *) en een aantal zelfstandige districten:
1. Rheiderland
2. Overledingerland
3. Moormerland
4. Saterland
5. Lengenerland [de] (nu Uplengen)
6. *Eemsgo (op de bijgevoegde kaart Emsigerland)
7. *Federgo (het noordelijke deel van de Krummhörn)
8. Brookmerland
9. *Norderland
10. Harlingerland (heerlijkheden Wittmund en Esens)
11. Auricherland
12. *Östringen (Jeverland rond Schortens)
13. *Wangerland (noordelijk deel van Jeverland)
14. *Rüstringen (Wilhelmshaven, Friesische Wehde, Butjadingen, Stadland en Landwürden)
15. Land Wursten (met daarnaast de voogdijen Bremerhaven-Lehe, Vieland en Stotel)

De westelijke districten behoorden tot het bisdom Münster, met uitzondering van het zuiden van het Rheiderland en Overledingerland, die onder Osnabrück vielen. De oostelijke districten vielen onder het aartsbisdom Bremen. Dit onderscheid zette zich na de Reformatie door: de dorpen in het westen werden voor het overgrote deel calvinistisch, de oostelijke dorpen luthers. Saterland werd dankzij de Contrareformatie weer katholiek.
Van de niet-Friese landschappen met een verregaande mate van autonomie kunnen genoemd worden Osterstade, Land Hadeln, Land Kehdingen en Altes Land. Deze zogenaamde Marschländer namen vaak een voorbeeld aan de Friezen. Ook een handvol dorpen langs de Oste (Amt Neuhaus en kerspel Osten) was relatief zelfstandig. De dorpen rondom de steden Hamburg en Bremen konden eveneens tot op zekere hoogte hun eigen boontjes doppen. Daarentegen verloor het landschap Stedingen zijn autonomie in 1234, nadat een grote boerenopstand was neergeslagen.

### Denemarken
Binnen het koninkrijk Denemarken (nu Duitsland) lagen de volgende zelfstandige Friese districten (Landschaften), opgesomd in documenten uit de 15e eeuw:
1. Helgoland
2. Eiderstedt
3. Everschop [de]
4. Utholm [de]
5. Pellwormharde
6. Beltringharde [de]
7. Wirichsharde
8. Osterland Föhr
9. Sylt
10. Horsbüll- of Wiedingharde
11. Bökingharde (met Kornkoog)

Westerland Föhr) (met Amrum en List) viel direct onder de Deense kroon en had een beperktere vorm van autonomie, net als de zogenaamde Geestharden (Südergoesharde, Nordergoesharde en Karrharde). Verrgaande autonomie kregen ook een aantal nieuwe polders, aangelegd in de 17e en 18e eeuw (de zogenaamde octroierte Köge). Ook enkele niet-Friese Landschaften hadden een verregaande mate van zelfbestuur. In Holstein waren dat Kremper Marsch, Wilstermarsch, Süderdithmarschen, Norderdithmarschen en Fehmarn (aan de Oostzee), in Sleeswijk ging dat om Stapelholm. De dorpen van Nordfriesland vielen onder het bisdom Sleeswijk.